# 四日市市立羽津中学校

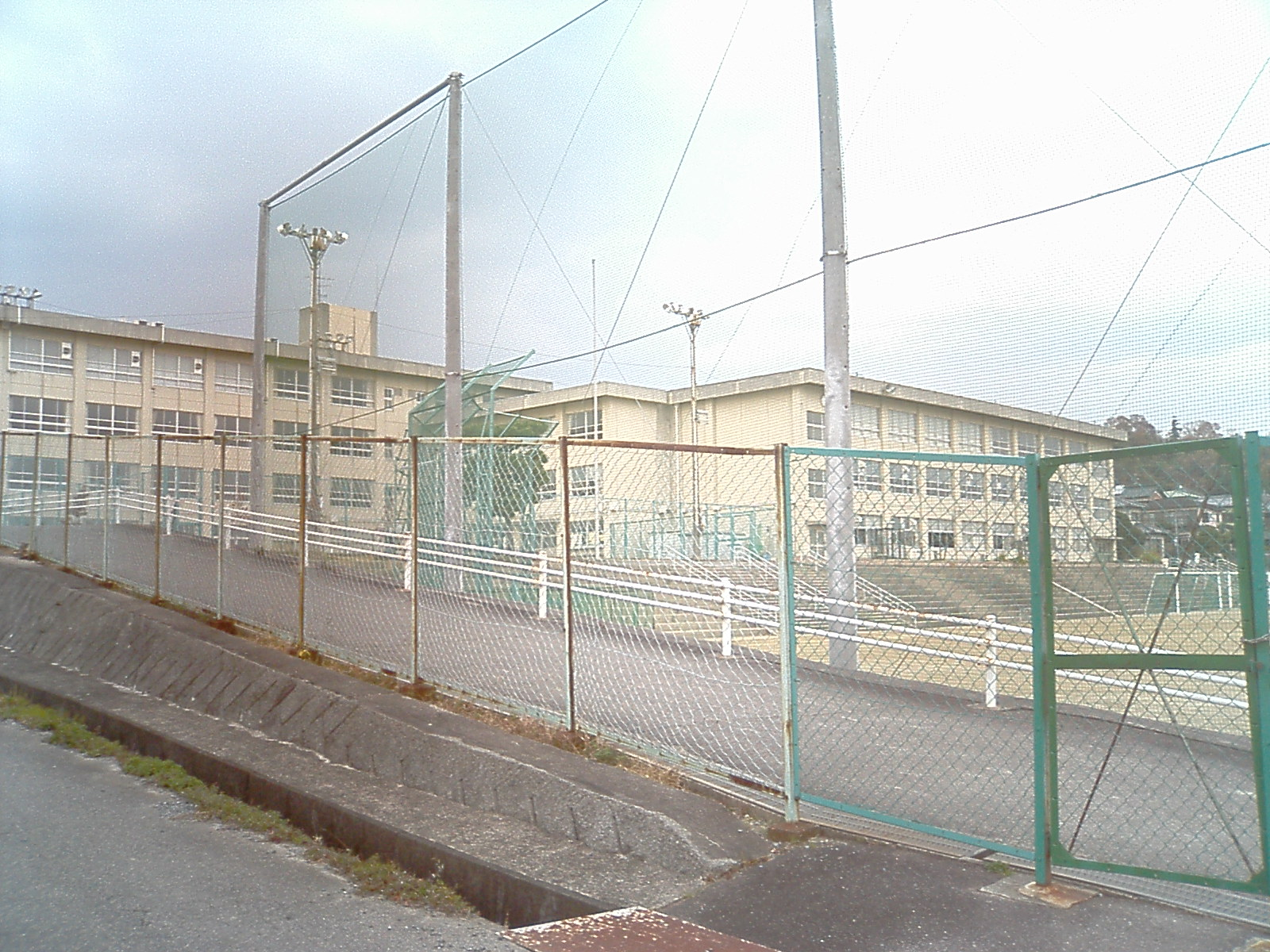
校舎の全体像

四日市市立羽津中学校（よっかいちしりつはづちゅうがっこう）は、三重県四日市市羽津にある公立中学校。

## 概要
1979年(昭和54年)に、四日市市立山手中学校から分離して開校。
毎年、羽津山緑地公園で「山のコンサート」を開催している。また、特別支援学級として、A・B・C
組が設置されている。
人の良さに気づき認め合う児童、互いに励ましあって最後までがんばる児童、自ら課題を見つけよく考え進んで学ぶ児童、安全に心がけ進んで体づくりに取り組む児童の育成を目指し、基礎基本の徹底、心の教育の充実、特別支援教育の推進、家庭や地域の信頼に応える学校づくりを目指している。
    

## 学校区域
四日市市羽津地区全域
- 羽津小学校区
- 羽津北小学校区（羽津小学校から分離独立した）

羽津小学校区
- 所在地

四日市市大宮町に立地
- 学校区域は近鉄霞ヶ浦駅以南

学区内町名
富士町
金場町
大宮町
大宮西町
羽津山町
羽津町
城山町
別名1～6丁目
羽津中1丁目
緑丘町
山手町
別名町
霞ヶ浦町
現在の人口
- 約7900人

羽津北小学校区
- 所在地

四日市市大字羽津に立地
- 学校区域は近鉄霞ヶ浦駅以北

学区内町名
白須賀1～3丁目
八田1～3丁目
別名3～6丁目
羽津中2～3丁目
南いかるが町
鵤町
霞1丁目
別名町
霞ヶ浦町
現在の人口
- 約7800人

## 学校づくりビジョン
「将来に希望を持ち、やる気を持って実践する生徒を育てる」としている。

### めざす生徒の姿
- よく考え、自ら学ぶ生徒
- 自分を大切にするとともに、人を尊重できる生徒
- 正しく判断し、進んで行動する生徒

### めざす学校の姿
- 学びの場として機能する学校
- 規律と調和のある学校
- 地域に開かれた学校

### 重点目標
- 確かな学力の育成
- 教師の指導力の向上
- 心の教育の充実
- 相互信頼に基づいた生徒指導
- 特別支援教育の充実
- 教科外学習の充実
- 個に応じた進路指導
- 学習環境の整備
- 学校の公開と情報の発信
- 地域との日常的な連携

### 学校生活の指針
- そうじ
- あいさつ(分離礼)
- ノーチャイム

## 部活動
- 運動部
  - 剣道部
  - ソフトテニス部男子
  - ソフトテニス部女子
  - バレー部（女子）
  - サッカー部
  - 野球部
  - 卓球部
  - ソフトボール部（女子）
  - バスケットボール部(男子)
  - バスケットボール部(女子)
  - ハンドボール部
- 文化部
  - 家庭部
  - パソコン部
  - 音楽部

## 主な卒業生
- 永本聖奈　女子レスリング選手
- 松崎杏香 名古屋テレビ放送アナウンサー